# Æltet ost
Æltede oste er, indtil ostens formning, fremstillet som de fleste andre faste ostetyper. Forskellene fremkommer, når ostevallen tappes af, og ostekornene videreforarbejdes. Æltet ost bliver således doseret med salt og æltet i hånden eller med maskiner for at fordele saltet og findele ostekornene, så de bliver ensartede i størrelse. Dette bevirker, at osten får en jævn og glat overflade med ensartet hulsætning. Herefter hældes ostekornene i forme og presses ad flere gange, lægges til køling, saltning i saltlage og til sidst til modning.
At man ælter salt ind i osten, giver netop den æltede ost dens karakter. Der er mere fylde i smagen, og osten er mere fast end andre skæreoste, og samtidig gør saltet, at enzymerne modner osten i mindre grad og gør osten "mindre stærk".
Af danske æltede ostetyper findes kun maribo-osten. Smagsmæssigt minder den mest om Gouda.
I gammel tid, hvor man lavede mere æltet ost end i dag, var det et fysisk hårdt arbejde at ælte osten. Heraf er et ordsprog opstået blandt mejerister: "Mejeristens sved gør osten fed".